# لوچانو اولگین
لوچانو اولگین (انگلیسی: Luciano Olguín؛ زادهٔ ۹ مارس ۱۹۸۲) بازیکن فوتبال اهل آرژانتین است.
از باشگاه‌هایی که در آن بازی کرده‌است می‌توان به باشگاه فوتبال خزر لنکران، باشگاه فوتبال تیانجین تایگرز، باشگاه فوتبال رویال آنتورپ، و باشگاه فوتبال راسینگ کلوب آویاندا اشاره کرد.